# Margaret Bergerová
Margaret Bergerová (nepřechýleně Berger; * 11. říjen 1985 Trondheim) je norská elektropopová zpěvačka-skladatelka. Umístila se druhá ve druhé řadě norské odnože pěvecké soutěže Idol v roce 2004. Následně obdržela kontrakt se společností Sony BMG. V roce 2013 reprezentovala Norsko na Eurovision Song Contest 2013 v Malmö, kde s písní „I Feed You My Love“ obsadila čtvrté místo se ziskem 191 bodů.
Vydala celkem 2 alba – Chameleon (2004) a Pretty Scary Silver Fairy (2006).

## Biografie

### Mládí
Margaret se narodila 11. října 1985 v Trondheimu, vyrůstala v Hitře. Zpívala v místním gospelovém sboru, a ve věku dvaceti let začala psát vlastní písně. Posléze začala studovat hudbu na škole Heimdal videregående. Pro regionální kapelu Slim Void napsala píseň „In Company With Bottles“.

### 2004: Norský idol
V roce 2004 Margaret participovala v 2. sezóně pořadu Idol: Jakten på en superstjerne. Dostala se do TOP 50 a soutěžila v semifinále. Nedostala se přes počáteční semifinálová kola, kde prohrála se zpěvačkami Maria Haukaas Storeng a Kjartan Salvesen (konečný vítěz). Nicméně získala "call-back" díky divoké kartě od porotkyně Anneli Drecker s tím, že Margaret byla jedna z jejích nejoblíbenějších soutěžících.
| Výsledky a vystoupení v norském Idolu | Výsledky a vystoupení v norském Idolu | Výsledky a vystoupení v norském Idolu      | Výsledky a vystoupení v norském Idolu          | Výsledky a vystoupení v norském Idolu | Výsledky a vystoupení v norském Idolu   |
| Týden #                               | Téma                                  | Volba písně                                | Originální umělec                              | Pořadí #                              | Výsledek                                |
| ------------------------------------- | ------------------------------------- | ------------------------------------------ | ---------------------------------------------- | ------------------------------------- | --------------------------------------- |
| Konkurz                               | Volba soutěžícího                     | "Your House"                               | Alanis Morissette                              | N/A                                   | Kvalifikace do dalšího kola             |
| Semifinále                            | N/A                                   | "Were You Worth My Tears?"                 | Margaret Berger                                | N/A                                   | Vyřazení                                |
| Semifinále (divoká karta)             | N/A                                   | "Come Together"                            | The Beatles                                    | N/A                                   | Kvalifikace do dalšího kola             |
| Top 11                                | Oblíbený umělec                       | "Forgiven"                                 | Alanis Morissette                              | N/A                                   | Kvalifikace do dalšího kola             |
| Top 9                                 | Norské hity                           | "Splitter Pine"                            | DumDum Boys                                    | N/A                                   | Výběr mezi posledními třemi soutěžícími |
| Top 8                                 | Disko                                 | "Don't Leave Me This Way"                  | Harold Melvin & the Blue Notes                 | N/A                                   | Výběr mezi posledními třemi soutěžícími |
| Top 7                                 | Rok ve kterém se narodil              | "Walking On Sunshine"                      | Katrina and the Waves                          | N/A                                   | Výběr mezi posledními třemi soutěžícími |
| Top 6                                 | VG-lista Top 20 Top 5 Hity            | "Murder on the Dancefloor"                 | Sophie Ellis-Bextor                            | N/A                                   | Kvalifikace do dalšího kola             |
| Top 5                                 | Big band                              | "It's Oh So Quiet"                         | Betty Hutton                                   | N/A                                   | Výběr mezi posledními dvěma soutěžícími |
| Top 4                                 | Písně z divadel                       | "Queen of the Night" "Uninvited"           | Whitney Houston Alanis Morissette              | N/A                                   | Kvalifikace do dalšího kola             |
| Top 3                                 | Volba poroty                          | "It's My Life" "Stop!"                     | Talk Talk Sam Brown                            | 2 5                                   | Kvalifikace do dalšího kola             |
| Top 2                                 | Volba soutěžícího Singl vítěze        | "Come Together" "Forgiven" "Standing Tall" | The Beatles Alanis Morissette Kjartan Salvesen | 1 3 5                                 | Druhé místo                             |

### 2004: Chameleon

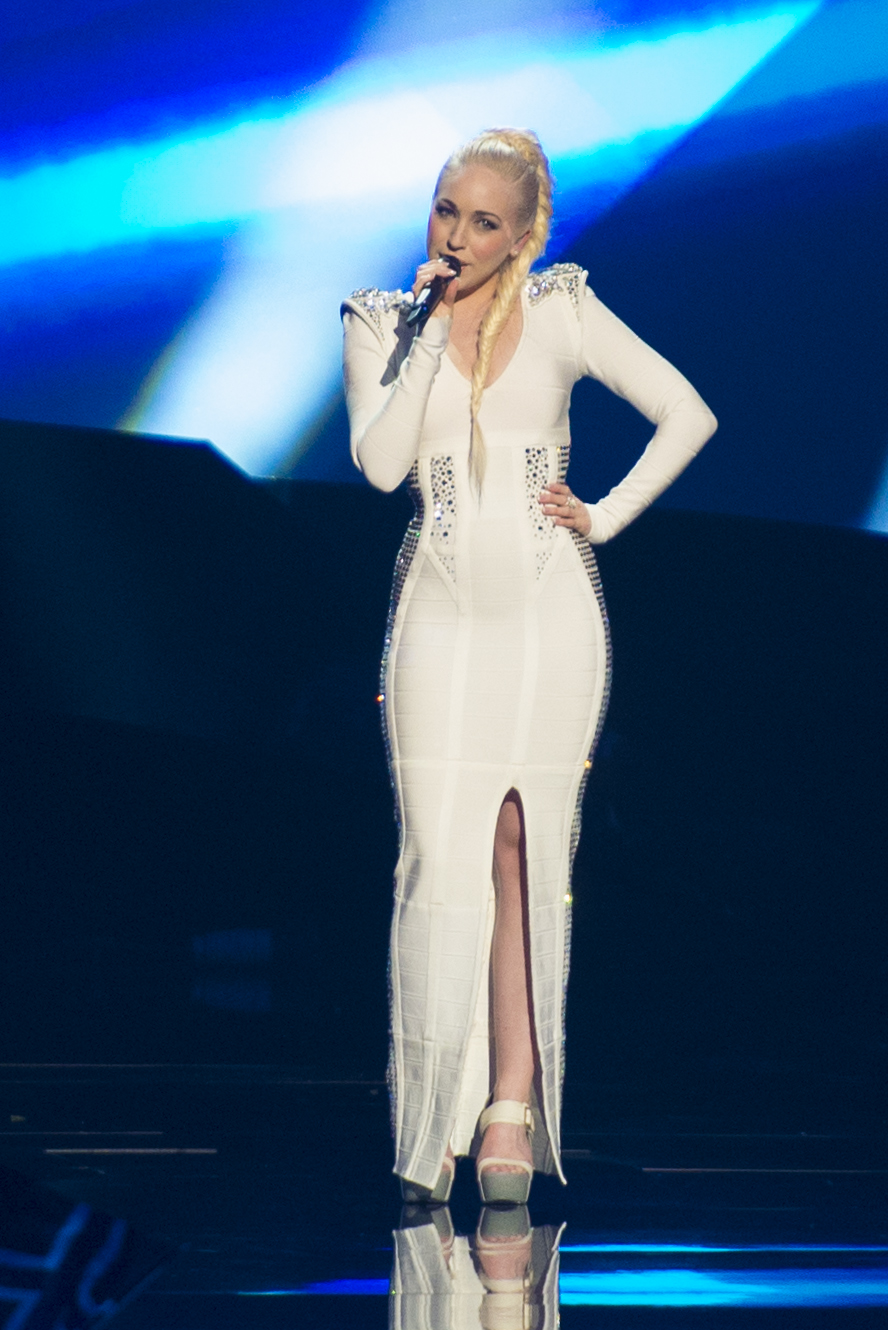
Margaret Berger na Eurovision Song Contest 2013

Margaretino debutové album Chameleon bylo vydáno 4. října 2004. Album dosáhlo čísla 4 v Norwegian albums chart. Album sice oficiálně nemělo fyzickou podobu, ale videoklip ke skladbě „Lifetime Guarantee“ získal ocenění Spellemannprisen (norská Grammy).

### 2006—2008: Pretty Scary Silver Fairy

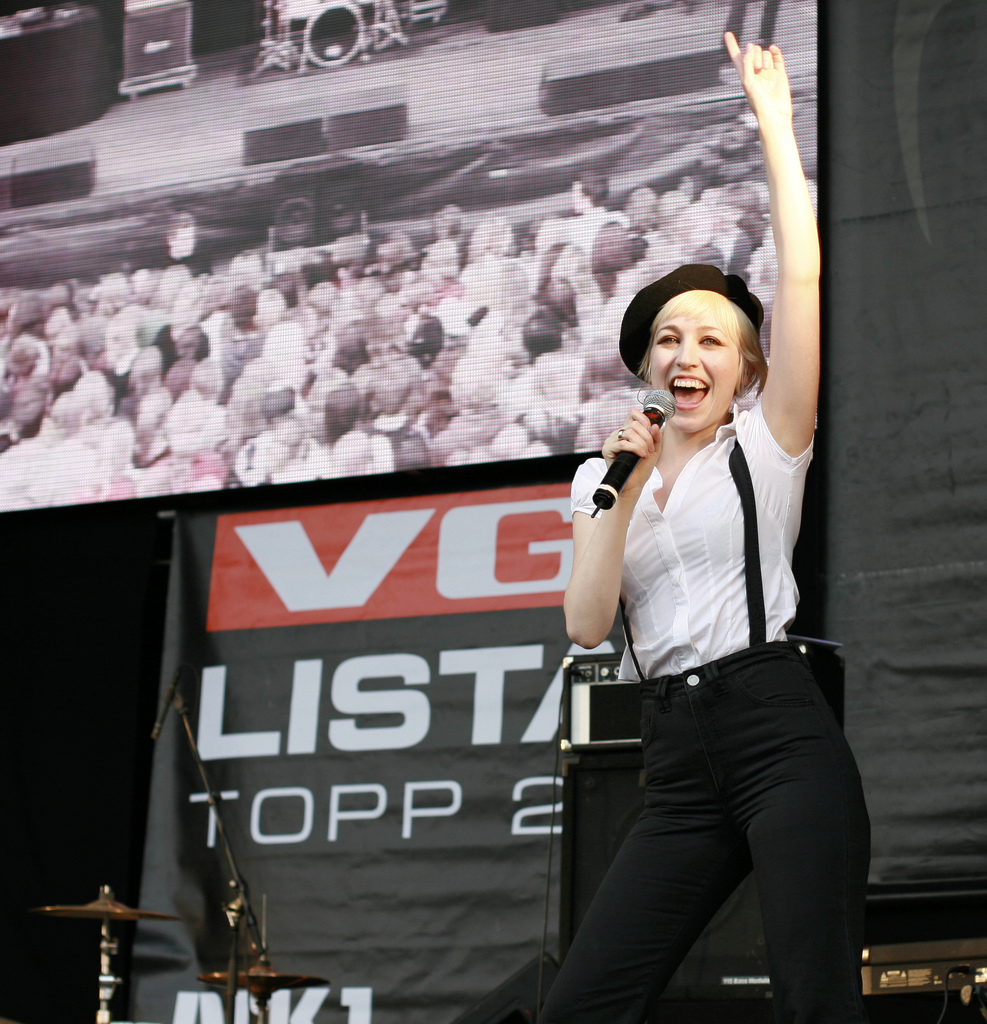
Margaret Berger vystupuje živě (2006)

Druhé album Pretty Scary Silver Fairy bylo vydáno 2. října 2006. Album dosáhlo pozice 8 v Norsku a získalo pozitivní reakce. Ovlivněno zpěvačkou a herečkou Björk, skupinami Daft Punk a The Knife, album odbočilo z předchozí snahy a představuje směs elektronické a taneční populární hudby.
Pilotní singl „Samantha“ dosáhl čísla 6 v Norwegian singles chart. Text pojednává o ženě, jež se změní, aby potěšila ostatní. Poté následovaly singly „Will You Remember Me Tomorrow?“ (No. 13, Norwegian singles chart) a „Robot Song“ (neumístil se). V roce 2008 se Margaret stala hudebním ředitelem stanice NRK P3, jedné ze tří celostátních rozhlasových stanic norské vysílací společnosti.

### 2011: „In a Box“ aFour Hits: Margaret Berger
21. února 2011 vydala singl „In a Box“ pod Universal Music. Singl zahrnoval the B-side "4-E.V.E.R. L.O.V.E". V červnu 2011 vydala EP Four Hits: Margaret Berger, které zahrnovalo singly „Lifetime Guarantee“, „Samantha“, „Will You Remember Me Tomorrow?“ a „Chameleon“.

### 2013–: Eurovision Song Contest 2013 a další album
Margaret reprezentovala Norsko na Eurovision Song Contest 2013 s písní „I Feed You My Love“ po výhře v norském národním finále 9. února. Píseň napsali Karin Park a MachoPsycho, vyšplhala se na číslo 4 v Norwegian singles chart. 18. května 2013 se Margaret umístila na 4. pozici se ziskem 191 bodů, což byl nejlepší výsledek Norska v soutěži od výhry v roce 2009 a šestý nejlepší v historii vůbec.
V roce 2013 připravovala své 3. album New Religion ve švédském Göteborgu. Album mělo obsahovat píseň „I Feed You My Love“ a spolupráci se švédskou indie popovou skupinou Lo-Fi-Fnk. 28. srpna 2013 oznámila na Instagramu vydání druhého singlu „Human Race“. Singl byl vydán 6. září. Později oznámila, že vydání alba bude odsunuto na únor 2014, ani tento termín se ale nepodařilo splnit. 14. března 2014 byl vydán třetí singl „Scream“. 22. ledna 2016 vydala singl „Apologize“.
V roce 2024 se zúčastnila Melodi Grand Prix s písní „Oblivion“ a ve finále skončila na 7. místě.

## Diskografie

### Studiová alba
- 2004: Chameleon
- 2006: Pretty Scary Silver Fairy

### Kompilační alba
- 2011: Four Hits: Margaret Berger

### Singly
- 2006: „Samantha“
- 2006: „Will You Remember Me Tomorrow?“
- 2007: „Robot Song“
- 2011: „In a Box“
- 2013: „I Feed You My Love“
- 2013: „Human Race“
- 2014: „Scream“
- 2016: „Apologize“
- 2016: „Running with Scissors“
- 2020: „Se Deg“
- 2020: „Hjertemedisin“
- 2021: „Gal“
- 2022: „Gjennomsiktig“
- 2024: „Oblivion“
- 2024: „Karma Is A“
- 2024: „Libra Girl“
- 2024: „I Can't Make You Love Me“

### Videoklipy
- 2004: „Lifetime Guarantee“
- 2006: „Samantha“
- 2006: „Will You Remember Me Tomorrow?“
- 2011: „In a Box“
- 2013: „I Feed You My Love“
- 2013: „I Feed You My Love“ (verze pro USA)
- 2014: „Scream“
- 2016: „Apologize“